# Đại Mỗ
Đại Mỗ là một phường thuộc thành phố Hà Nội, Việt Nam.

## Địa lý
Phường Đại Mỗ có vị trí địa lý:
- Phía Đông tiếp giáp phường Yên Hoà, Thanh Xuân (ranh giới đi theo đường Khuất Duy Tiến - phố Tố Hữu - đường Lương Thế Vinh)
- Phía Tây tiếp giáp phường Dương Nội, Tây Mỗ (ranh giới đi theo phố Nguyễn Văn Luyện - đường Nội - phố Sa Đôi)
- Phía Nam tiếp giáp phường Hà Đông (ranh giới đi theo phố Tố Hữu - đường giao thông quy hoạch - ranh giới cấp quận cũ)
- Phía Bắc tiếp giáp phường Từ Liêm (ranh giới đi theo cao tốc Láng - Hòa Lạc)

## Lịch sử
Trước đây, Đại Mỗ là một xã thuộc huyện Từ Liêm cũ, được thành lập vào ngày 19 tháng 2 năm 1964 trên cơ sở tách một phần diện tích và dân số của xã Hữu Hưng cũ.
Khi mới thành lập, xã Đại Mỗ có 4 thôn: Đại Mỗ, An Thái, Giao Quang và Ngọc Trục.
Ngày 27 tháng 12 năm 2013, Chính phủ ban hành Nghị quyết số 132/NQ-CP. Theo đó, thành lập phường Đại Mỗ thuộc quận Nam Từ Liêm trên cơ sở toàn bộ 498,19 ha diện tích tự nhiên và 26.741 người của xã Đại Mỗ.
Ngày 16 tháng 6 năm 2025, Quốc hội Việt Nam quyết định sắp xếp một phần diện tích tự nhiên, quy mô dân số của các phường Đại Mỗ, Mễ Trì, Phú Đô, Trung Văn (quận Nam Từ Liêm cũ), Dương Nội, Mộ Lao (quận Hà Đông cũ), Nhân Chính (quận Thanh Xuân cũ), Trung Hòa (quận Cầu Giấy cũ) thành phường mới có tên gọi là phường Đại Mỗ.